# Artur Andrejewitsch Gatschinski
Artur Andrejewitsch Gatschinski (russisch Артур Андреевич Гачинский; englisch Artur Andreyevich Gachinski; * 13. August 1993 in Moskau) ist ein ehemaliger russischer Eiskunstläufer, der im Einzellauf startete.

## Karriere
Gatschinski zog im Alter von neun Jahren von Moskau nach Sankt Petersburg, um im Jubileiny-Sportkomplex bei Alexei Mischin trainieren zu können.

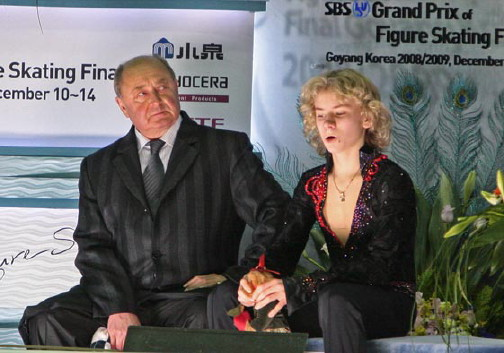
Gatschinski mit Trainer Alexei Mischin

Bei der Juniorenweltmeisterschaft 2010 gewann er die Bronzemedaille hinter dem Japaner Yuzuru Hanyu und dem Chinesen Song Nan.

### Saison 2010/11
2011 wurde Gatschinski russischer Vizemeister hinter Konstantin Menschow. Bei seinem Europameisterschaftsdebüt belegte er in Bern den fünften Platz, nachdem er im Kurzprogramm sogar auf dem dritten Platz gelegen hatte.
Im April 2011 gewann der erst 17-jährige Russe vor heimischem Publikum in Moskau bereits bei seiner ersten Weltmeisterschaft die Bronzemedaille. Dies war zuletzt Evan Lysacek bei der Weltmeisterschaft 2005 gelungen. Im Kurzprogramm zeigte Gatschinski als einziger Läufer neben Patrick Chan eine Vierfach-Toeloop-Dreifach-Toeloop-Kombination, stolperte aber unglücklich bei der Landung des dreifachen Rittbergers und rangierte auf dem vierten Platz. In der Kür stand Gatschinski einen vierfachen Toeloop und sieben Dreifachsprünge. Er steigerte seine persönliche Bestleistung, die er nur drei Monate zuvor bei der Europameisterschaft erlaufen hatte, um über 25 Punkte.

### Saison 2011/12
Nach einem inkonstanten Saisonbeginn 2011/12 bei den Grand-Prix-Wettbewerben, wurde Gatschinski bei den russischen Meisterschaften für 2012 erneut Vizemeister, diesmal hinter dem zurückgekehrten Jewgeni Pljuschtschenko. Bei der Europameisterschaft in Sheffield wiederholte sich das Ergebnis, als Gatschinski mit Silber seine erste Europameisterschaftsmedaille hinter seinem erfahrenen Landsmann gewann. Dabei zeigte er als einziger Teilnehmer drei saubere Vierfachsprünge.
Nicht so gut lief es für Gatschinski bei der Weltmeisterschaft. Nach zahlreichen Fehlern in Kurzprogramm und Kür reichte es für den Bronzemedaillengewinner vom Vorjahr lediglich zum 18. Platz.

### Nach dem Rücktritt
Gatschinski arbeitet inzwischen als Trainer im Team seines eigenen früheren Trainers Alexei Mischin.

## Ergebnisse

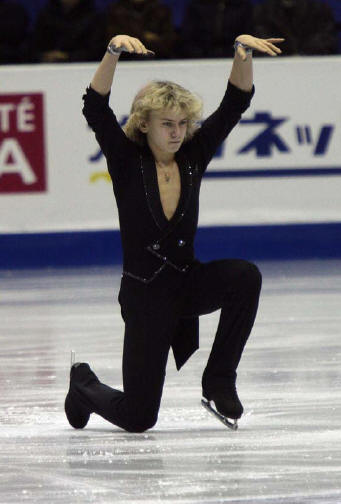
Artur Gatschinski, 2008

| Meisterschaft / Jahr           | 2007  | 2008  | 2009  | 2010  | 2011  | 2012  | 2013  | 2014  |
| ------------------------------ | ----- | ----- | ----- | ----- | ----- | ----- | ----- | ----- |
| Weltmeisterschaften            |       |       |       |       | 3.    | 18.   |       |       |
| Europameisterschaften          |       |       |       |       | 5.    | 2.    |       |       |
| Juniorenweltmeisterschaften    |       |       |       | 3.    |       |       |       |       |
| Russische Meisterschaften      | 14.   | 9.    | 10.   | 13.   | 2.    | 2.    | 4.    |       |
|                                |       |       |       |       |       |       |       |       |
| Grand-Prix-Wettbewerb / Saison | 06/07 | 07/08 | 08/09 | 09/10 | 10/11 | 11/12 | 12/13 | 13/14 |
| Skate America                  |       |       |       |       |       |       |       | 8.    |
| Skate Canada                   |       |       |       |       | 7.    |       | 9.    |       |
| Cup of Russia                  |       |       |       |       | 6.    | 5.    | 7.    |       |
| Cup of China                   |       |       |       |       |       | 5.    |       |       |